# 富山県道57号高岡環状線
富山県道57号高岡環状線（とやまけんどう57ごう たかおかかんじょうせん）は、富山県高岡市を環状に通る県道（主要地方道）である。

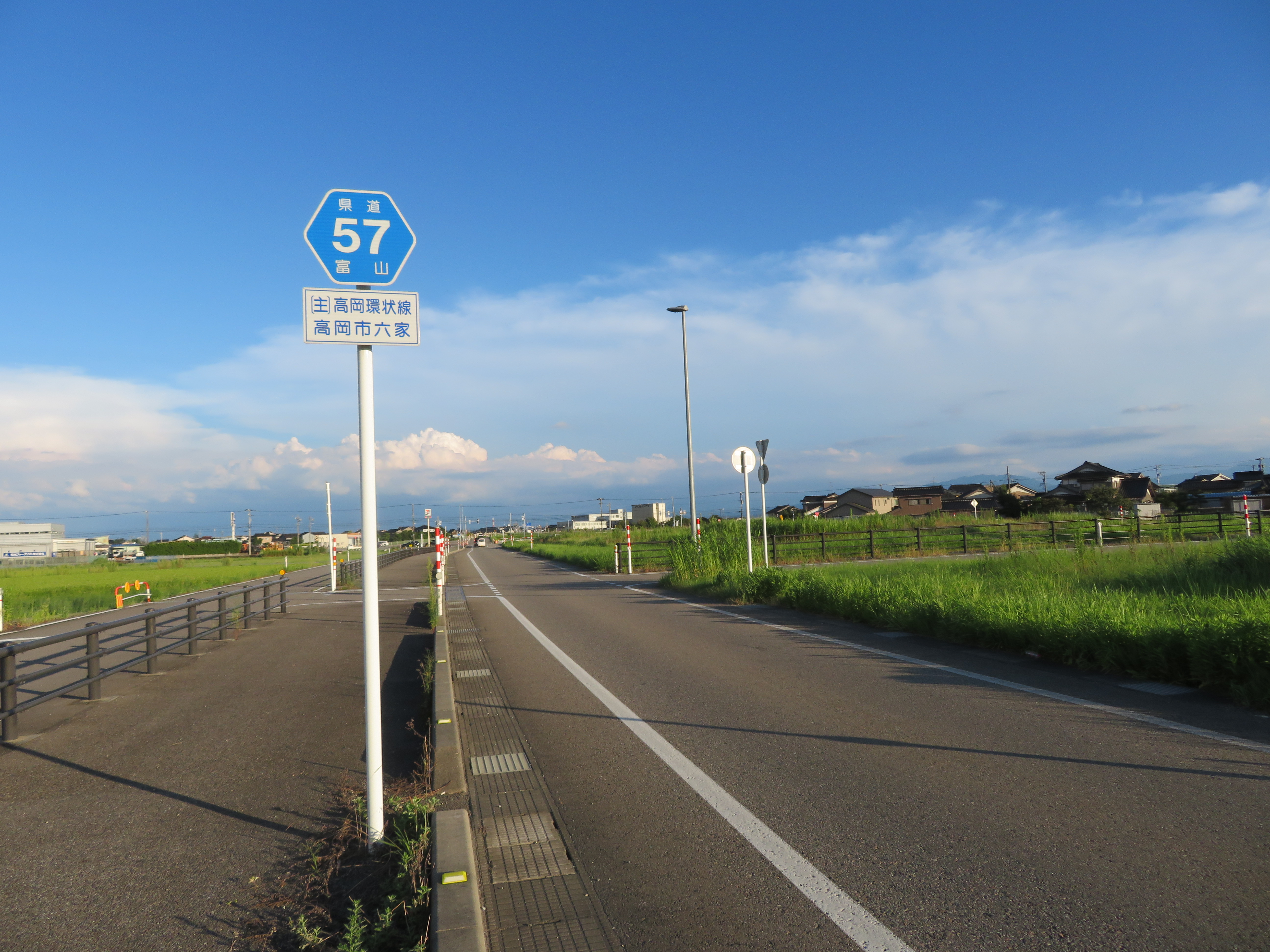
高岡市六家付近

## 概要
高岡市の環状道路である。

### 路線データ
- 起点：富山県高岡市能町（能町交差点、国道415号・富山県道350号堀岡新明神能町線交点）
- 終点：富山県高岡市米島表向（米島交差点、国道415号・富山県道24号伏木港線交点）

## 歴史
- 1993年（平成5年）5月11日 - 建設省から、県道高岡環状線が高岡環状線として主要地方道に指定される[1]。
- 2025年（令和7年）3月23日 - 高岡市上伏間江 - 二塚の高架橋（1.3 km、暫定2車線）が開通[2]。

## 路線状況

### 通称
- いわせの通り（高岡市野村地内）

### 主要橋梁
- 二上大橋

## 地理

### 通過する自治体
- 高岡市

### 交差する道路
- 国道415号・富山県道350号堀岡新明神能町線（高岡市能町・能町交差点、起点）
- 国道8号（高岡市野村・下田交差点、下田立体交差）
- 富山県道44号富山高岡線（高岡市野村・野村交差点）
- 富山県道73号高岡青井谷線（高岡市蓮花寺・蓮花寺交差点）
- 富山県道58号高岡小杉線（高岡市二塚・二塚交差点）【北緯36度42分58.9秒 東経137度1分0.8秒 / 北緯36.716361度 東経137.016889度】
- 富山県道40号高岡庄川線（高岡市上黒田、立体交差、側道で接続）
- 国道156号（高岡市佐野・佐野交差点）
- 富山県道252号戸出高岡線（高岡市石塚・石塚交差点）
- 富山県道254号立野鴨島線（高岡市六家・六家(中)交差点）
- 国道8号・能越自動車道 高岡インターチェンジ（高岡市六家・高岡インター入口交差点）【北緯36度44分11.5秒 東経136度58分18.6秒 / 北緯36.736528度 東経136.971833度】
未供用区間
- 富山県道64号高岡氷見線（高岡市波岡・波岡交差点）【北緯36度45分26.7秒 東経136度59分18.5秒 / 北緯36.757417度 東経136.988472度】
未供用区間
- 国道160号（高岡市長慶寺・長慶寺南交差点）【北緯36度46分8.3秒 東経137度0分8.9秒 / 北緯36.768972度 東経137.002472度】
- 富山県道255号守山向野線（高岡市守護町・守護町交差点）
- 国道415号・富山県道24号伏木港線（米島交差点、終点）